# Ушаковское муниципальное образование
Ушаковское муниципальное образование — сельское поселение в составе
Иркутского района Иркутской области России.
Административный центр — село Пивовариха.

## История
Образован  в октябре 1948 года путём отделения от Большеразводнинского сельского Совета
На основании Указа Президиума Верховного Совета РСФСР от 16 июня 1954 года, постановления Совета Министров РСФСР № 911 от 14 июня 1954 года, на основании решения № 326 от 05.07.1954 «Об объединении сельских Советов…», Большеразводнинский сельский Совет был объединен с Ушаковским сельским Советом с центром в с. Пивовариха.

## Границы
Согласно закону «О статусе и границах муниципальных образований Иркутского района Иркутской области»

«…За начальную точку границы муниципального образования принята точка впадения в р. Ушаковку р. Злычастиха, находящаяся в 4,5 км на северо-восток от с. Пивовариха; далее граница проходит в северо-восточном направлении до юго-западного угла квартала 95 на протяжении 1,35 км; далее граница проходит преимущественно в северном направлении, описывая ломаный контур западных границ кварталов 95, 80, 64, 48, 38, 20, 10, 4, 1 Ангарского лесхоза Худяковского лесничества на расстоянии 11 км. Далее граница под прямым углом поворачивает на восток и проходит по северным границам кварталов 1, 2 и частично квартала 3 Ангарского лесхоза Худяковского лесничества на расстоянии 3,15 км до юго-западного угла квартала 122 Иркутского лесхоза Хомутовского лесничества. Затем граница поворачивает на север и проходит по западным границам кварталам 122, 116 и 98 до автозимника на расстоянии 2,4 км, поворачивает на юго-восток и проходит по автозимнику, следуя вверх по течению р. Талька, пересекая последовательно смежные границы кварталов 99, 117, 118, 124 на расстоянии 3 км, далее плавно в 200 м огибая северо-западный угол квартала 125, поворачивает в северо-восточном направлении и проходит по автозимнику, описывая зигзаг и меняя направление на восточное и юго-восточное, по кварталам 125, 119, 120, 102, 103, 104 до р. Мал. Кот на расстоянии 4,5 км через падь Рябчикова. Затем граница проходит в юго-восточном направлении, оставляя падь Сухая слева, следуя через квартала 105, 129 и крой 0,2 км за середину западной границы квартала 130 на расстоянии 2,3 км. Далее граница поворачивает под прямым углом и следует в северо-восточном направлении по автозимнику до р. Осина через кварталы 130, 131, 132, 133, 143, 135 в юго-западный угол квартала 112 на протяжении 6,6 км. Затем граница плавно поворачивает на север, проходит по автозимнику вниз по течению р. Осина вдоль по кварталам 112 и 88 до урочища Бол. Болото на расстоянии 4 км, далее плавно поворачивает на восток и через урочище Бол. Болото выходит на границу с Эхирит-Булагатским районом на расстоянии 1,3 км. Затем граница проходит по смежеству с Эхирит-Булагатским районом преимущественно в юго-восточном и восточном направлении до Онотской возвышенности, западной границы квартала 16 Голоустненского лесхоза Мало-голустненского лесничества на расстоянии 29,8 км. Далее граница резко под острым углом поворачивает на юго-запад и проходит по северо-западным границам кварталов 16, 29, 28, 48, 45, 44 до северо-западного угла квартала 65 на расстоянии 9,1 км, поворачивает в южном направлении и проходит по западной границе квартала 65 Голоустненского лесхоза Малоголоустненского лесничества на расстоянии 2,6 км. Затем граница поворачивает под прямым углом и проходит в восточном направлении по южным границам кварталов 65, 66, 67 на расстоянии 3 км; далее граница поворачивает в юго-восточном направлении и проходит по юго-западным границам кварталов 90, 111 и 131 на расстоянии 7 км; поворачивает в юго-западном направлении по северо-западным границам кварталов 148, 163, 182 на расстоянии 7 км. Затем граница поворачивает на юго-восток и проходит по юго-западным границам кварталов 201, 202, 216, 224 на расстоянии 6,6 км Голоустненского лесхоза Малоголоустненского лесничества, далее граница проходит в юго-западном направлении; идет по прямой линии в том же направлении по всей юго-восточной границе квартала 123 Ангарского лесхоза Ключевского лесничества на расстоянии 2,75 км. Затем граница поворачивает на запад и проходит по южным границам кварталов 122, 121, 120, 119, 118, 117, 116, 125, 124, 112 и 111 (на кварталах 117 и 125 описывая зигзаг) на расстоянии 16,5 км. Далее граница поворачивает на северо-запад и проходит по юго-западным границам кварталов 111 и 107 Ангарского лесхоза Ключевского лесничества на расстоянии 2,5 км. Затем граница поворачивает на юго-запад по истоку р. Левый Бурдугуз и проходит по юго-восточным границам кварталов 5, 6, 13, 22 Ангарского лесхоза Ангарского лесничества на расстоянии 7 км. Далее, после слияния с р. Правый Бурдугуз, граница идет в юго-западном направлении по р. Бурдугуз по северо-западным границам кварталов 27, 38, 49, 60, 72, 86, 98 до восточного угла квартала 115 Ангарского лесхоза Тальцинского лесничества на расстоянии 15,7 км. Затем граница поворачивает на северо-запад, проходит по северо-восточным границам кварталов 115, 114 на расстоянии 3 км, пересекая Байкальский тракт, выходит на восточную оконечность Бурдаковского залива, поворачивает в юго-западном направлении и проходит по центральной части Бурдаковского залива на расстоянии 3,5 км. Затем граница поворачивает на северо-запад и идет по фарватеру Иркутского водохранилища на протяжении 17 км до южного угла водной границы Молодёжного муниципального образования. Далее под прямым углом поворачивает на северо-восток и следует в фарватере залива до северной его оконечности на расстоянии 3,8 км. Затем идет в северо-восточном направлении по западным границам кварталов 137 и 131 до северного угла квартала 131 Иркутского лесхоза Пригородного лесничества на расстоянии 3,9 км, далее резко поворачивает на запад и идет на протяжении 4 км по смежеству с Молодёжным муниципальным образованием по его северной границе до границ г. Иркутска в районе микрорайона Солнечный. Далее граница проходит по смежеству с г. Иркутском прямо по ул. Байкальская на расстоянии 1,6 км до территории аэропорта, проходит на восток по южным границам аэропорта на расстоянии 4,5 км до восточных его оконечностей, поворачивает на север и северо-запад, огибает восточные границы аэропорта на протяжении 1,65 км. Далее поворачивает на север под прямым углом к дороге „Иркутск — Пивовариха“, пересекает её и проходит к руслу р. Ушаковка на расстоянии 3,5 км; далее поворачивает на восток и по руслу р. Ушаковка проходит в начальную точку границы на расстоянии 6,3 км.».

## Население
| 2010  | 2011    | 2012  | 2013  | 2014  | 2015  | 2016  |
| ----- | ------- | ----- | ----- | ----- | ----- | ----- |
| 6654  | ↗6700   | ↗7009 | ↗7333 | ↗7690 | ↗7753 | ↗7926 |
| 2017  | 2021    |       |       |       |       |       |
| ↗8163 | ↗11 172 |       |       |       |       |       |

## Населённые пункты
В состав муниципального образования входят населённые пункты:
- деревня Бурдаковка;
- деревня Новолисиха;
- деревня Худякова;
- заимка Поливаниха;
- посёлок Горячий Ключ;
- посёлок Добролёт;
- посёлок Лебединка;
- посёлок Патроны;
- посёлок Первомайский;
- село Пивовариха.

Исчезнувшие населённые пункты
- Бадан